# Ga Tam Kỳ
Ga Tam Kỳ là một nhà ga xe lửa chính trên tuyến đường sắt Bắc Nam thuộc địa phận thành phố Đà Nẵng, tiếp nối sau ga An Mỹ và trước ga Diêm Phổ. Ga toạ lạc tại số 02 đường Nguyễn Hoàng, phường Tam Kỳ.
Ga Tam Kỳ cách ga Đà Nẵng 73 km về phía bắc và cách ga Quảng Ngãi 63 km về phía nam. Lý trình ga: Km 864 + 670.